# 反叛 (專輯)
《反叛》是陳慧嫻的第三張專輯，在1986年5月30日推出。是由法安利制作公司過檔寶麗金制作的第一張大碟。唱片封面於尖沙咀栢麗購物大道拍攝。
專輯的第一主打歌《跳舞街》把陳慧嫻重新包裝，以日式少女形像獲得大眾歡迎，另外《痴情意外》、《與淚抱擁》等歌曲也十分流行，令陳慧嫻踏上一線歌手之路。銷量更達到三白金。

## 曲目
| 曲序     | 曲目               |               | 作曲                     | 编曲     | 备注 | 时长  |
| -------- | ------------------ | ------------- | ------------------------ | -------- | --- | ----- |
| 1.       | 跳舞街             | 林敏驄        | Angelina Kyte Tony Baker | 渡邊茂樹 | 第一主打 改編自Angie Gold的《Eat You Up》 國語版本為藍心湄《舞動的心》及城市少女《城市少女》 同曲曲目：林志美《勁之夜》   | 3:49  |
| 2.       | 痴情意外           | 潘源良 時葆茵 | 玉置浩二                 | 鮑比達   | 第二主打 改編自安全地帶的《碧い瞳のエリス》 國語版本為《痴情意外》                                                        | 3:49  |
| 3.       | Love Me Once Again | 林振強        | 小坂明子                 | 鮑比達   | 第五主打 改編自南翔子的《泣きまね》 國語版本為《再一次相戀》 同曲曲目：林憶蓮《長街的一角》                               | 3:51  |
| 4.       | 夏日               | 向雪懷        | 林敏怡                   | 盧東尼   | | 3:35  |
| 5.       | 六月某天           | 蔡國權        | 蔡國權                   | 盧東尼   | | 4:14  |
| 6.       | 路                 | 林敏驄        | 渡邊茂樹                 | 渡邊茂樹 | | 3:52  |
| 7.       | 反叛               | 林振強        | 渡邊茂樹                 | 渡邊茂樹 | 第三主打 | 4:23  |
| 8.       | 與淚抱擁           | 向雪懷        | 徐日勤                   | 徐日勤   | 第四主打 國語版本為《與淚擁抱》 電影《初一十五》主題曲                                                                    | 4:37  |
| 9.       | 壞習慣             | 小美          | 鮑比達                   | 鮑比達   | | 3:54  |
| 10.      | 忘記悲傷           | 潘源良        | 伊藤薫                   | 鮑比達   | 改編自伊藤薫的《君への道…》 同曲曲目：黃翊《黃昏戀人》 其後陳慧嫻到台灣發展時又再為這首歌配上華語歌詞，歌名《依然愛你》。 | 4:56  |
| 11.      | 牆                 | 雨言          | 盧東尼                   | 盧東尼   | | 4:49  |
| 总时长： | 总时长：           | 总时长：      | 总时长：                 | 总时长： | 总时长： | 45:48 |

## 發行版本
- 黑膠唱片
- 錄音帶
- CD
- 《從頭認識》版：《從頭認識》是將陳慧嫻在寶麗金前12張粵語大碟捆綁發售，2002年6月19日。
- SACD 版：2003年12月29日。
- 環球復黑版：2006年10月26日。
- 環球24K Gold金碟週年紀念經典系列：2011年9月23日。
- SACD版：2014年12月19日。
- SACD版：隨《頭號女神綻放期 SACD Collection Box Set》捆綁發售，2016年4月7日。
- 膠盒裝復刻版：2016年4月28日。
- 蜚聲環球系列：2017年4月25日。
- 圖案黑膠版：2017年8月3日。
- 升級復黑王版：隨《青春之讚歌》Boxset捆綁發售，2021年9月20日。

## 音樂錄影帶
- 跳舞街
- 痴情意外
- 反叛

## 獎項
- 无线电视十大劲歌金曲第二季入选歌：《跳舞街》
- 1986年度TVB十大勁歌金曲頒獎典禮－最受歡迎Disco歌曲《跳舞街》